# Tidore-Inseln
Die autonome indonesische Stadt (Kota) der Tidore-Inseln (indonesisch Tidore Kepulauan) ist administrativ als Verwaltungseinheit 2. Ordnung direkt der Provinz der Nordmolukken (indonesisch Nakuku Utara) unterstellt. Hauptstadt und Regierungssitz der Provinz ist seit dem 4. August 2010 Sofifi.

## Geographie
Die autonome Stadt besteht aus der Insel Tidore und dem größeren Landteil an der Westküste der Insel Halmahera. Verwaltungszentrum ist Soasio im Distrikt Tidore auf der gleichnamigen Insel.
Zur Stadt zählen insgesamt 11 Inseln, von denen vier bewohnt sind, neben der Hauptinsel Tidore noch Maitara (Distrikt Nordtidore), Mare (Distrikt Südtidore) und Raja (Distrikt Oba). Der Landteil (89 % der Fläche, aber nur 44 % der Bevölkerung) grenzt im Norden an den Bezirk Halmahera Barat, im Nordosten an den Bezirk Halmahera Timur, im Südosten an den Bezirk Halmahera Tengah sowie im Süden an den Bezirk Halmahera Selatan.

## Verwaltungsgliederung
Die Insel Tidore wird in vier Distrikte gegliedert, ebenso der Landteil auf der Insel Halmahera (mit Oba beginnend). Die acht Distrikte teilen sich in 89 Dörfer, von denen 40 als Kelurahan urbanen Charakter besitzen. Eine weitere Unterteilung erfolgt in 38 Dusun, 235 RW (Rukun warga) und 544 RT (Rukun tetangga)
| Code 1   | Kecamatan Distrikt    | Ibu Kota Verwaltungssitz | Fläche (km²) | Einwohner Census 2010 2 | Volkszählung 2020 | Volkszählung 2020 | Volkszählung 2020 | Anzahl der | Anzahl der |
| Code 1   | Kecamatan Distrikt    | Ibu Kota Verwaltungssitz | Fläche (km²) | Einwohner Census 2010 2 | Einwohner 3       | 0Dichte 40        | Sex Ratio 5       | Desa 6     | Kel. 7     |
| -------- | --------------------- | ------------------------ | ------------ | ----------------------- | ----------------- | ----------------- | ----------------- | ---------- | ---------- |
| 82.72.01 | Tidore                | Tomagoba                 | 32,00        | 18.477                  | 22.975            | 718,0             | 101,8             | –          | 13         |
| 82.72.02 | Oba Utara             | Sofifi                   | 643,96       | 13.331                  | 19.552            | 30,4              | 103,4             | 11         | 2          |
| 82.72.03 | Oba                   | Payahe                   | 414,00       | 10.337                  | 13.628            | 32,9              | 104,3             | 12         | 1          |
| 82.72.04 | Tidore Selatan        | Gurabati                 | 45,06        | 13.129                  | 14.671            | 325,6             | 100,8             | 2          | 6          |
| 82.72.05 | Tidore Utara          | Rum                      | 47,46        | 14.573                  | 17.294            | 364,4             | 100,6             | 4          | 10         |
| 82.72.06 | Oba Tengah            | Akelamo                  | 92,80        | 7.659                   | 10.096            | 108,8             | 104,9             | 13         | 1          |
| 82.72.07 | Oba Selatan           | Lifofa                   | 169,30       | 4.892                   | 6.656             | 39,3              | 102,4             | 7          | –          |
| 82.72.08 | Tidore Timur          | Tosa                     | 34,00        | 7.657                   | 9.608             | 282,6             | 104,0             | –          | 7          |
| 82.72    | Kota Tidore Kepulauan | Kota Tidore Kepulauan    | 1.478,58     | 90.055                  | 114.480           | 77,4              | 102,6             | 49         | 40         |

## Demographie
Zur Volkszählung im September 2020 (indonesisch Sensus Penduduk - SP2020) lebten im Munizipium Kota Tidore Kepulauan 114.480 Menschen, davon 56.520 Frauen (49,37 %) und 57.960 Männer (50,63 %). Gegenüber dem letzten Census (2010) sank der Frauenanteil um 0,17 %.
Mitte 2022 waren 94,09 % der Einwohner Moslems und 5,90 Prozent der Einwohner Christen (6.729 Protestanten / 100 Katholiken).
71,21 Prozent oder 82.455 Personen gehörten zur erwerbsfähigen Bevölkerung (15–64 Jahre); 23,88 % waren Kinder und 4,90 % im Rentenalter. Von der Gesamtbevölkerung waren Mitte 2022 50,06 (41,61) % ledig, 45,15 (52,79) % verheiratet, 0,92 (1,08) % geschieden und 3,86 (4,52) % verwitwet. Die geklammerten Kursivzahlen geben den Anteil bezogen auf die Bevölkerung ab 10 Jahre an (99.031).
Der HDI-Index lag 2020 mit 70,53 an zweiter Stelle in der Provinz (Durchschnittswert dieser: 68,49).

## Geschichte
Reichlich drei Jahre nach Bildung der Provinz Maluku Utara (1999) wurden durch das Gesetz Nr. 1 des Jahres 2003 (indonesisch Undang-undang Nomor 1 Tahun 2003) fünf neue Verwaltungseinheiten gebildet, darunter auch die autonome Stadt Kota Tidore Kepulauan. Sie wurde (ebenso wie der Bezirk Halmahera Timur, Osthalmahera) aus dem Bezirk Halmahera Tengah (Zentralhalmahera) abgespalten. Anfänglich aus fünf Distrikten (Kecamatan) bestehend, kamen in den Jahren 2007 und 2008 drei neue Distrikte hinzu:
- Der Kecamatan Oba Tengah wird 2007 vom Kecamatan Oba Utara abgetrennt[10],
- der Kecamatan Oba Selatan wird 2007 vom Kecamatan Oba abgetrennt[11],
- der Kecamatan Tidore Timur wird 2008 vom Kecamatan Tidore abgetrennt[12].